# 유순 (한평후)
유순(劉順, ? ~ ?)은 전한 중기의 제후로, 조경숙왕의 아들이다.

## 생애
원삭 3년(기원전 126년), 한평후(邯平侯)에 봉해졌다.
원정 5년(기원전 112년), 주금을 법도에 맞지 않게 헌납한 죄로 작위가 박탈되었다.

## 출전
- 사마천, 《사기》 권21 건원이래왕자후자연표
- 반고, 《한서》 권15상 왕자후표 上

| 선대 (첫 봉건) | 전한의 한평후 기원전 126년 3월 을묘일 ~ 기원전 112년 | 후대 (봉국 폐지) |